# Annemie Berebrouckx
Annemie Berebrouckx (24 juli 1970) is illustrator en auteur van kinderboeken en studeerde in 1991 af aan Sint Lucas Antwerpen in de richting Toegepaste grafiek & illustratie. Ze schrijft en illustreert vooral karton- en prentenboeken, boeken voor eerste lezers en educatieve uitgaven. Berebrouckx hoopt vooral dat haar verhalen kinderen laten genieten, maar hen tegelijkertijd ook sterker en weerbaarder maken.
Berebrouckx is vooral gekend als auteur en illustrator van de boeken over Jules. Haar eerste prentenboek De eend van Jules verscheen in 1998. Ondertussen zijn er al meer dan 55 boeken van Jules verschenen, net als spelletjes, puzzels, doeboeken en poppen. Jules speelt ook de hoofdrol in het taalontwikkelingsprogramma Dag Jules dat in 85 procent van de Vlaamse kleuterscholen gebruikt wordt.
In 2000 kreeg Berebrouckx een Boekenwelp voor De oma van Jules. Het boek prijkt, met 98 andere boeken, op de lijst "Het Mooiste Kinderboek Aller Tijden" van de Stichting Lezen Vlaanderen en het Vlaams Centrum voor Openbare Bibliotheken die de lijst opstelden in het kader van Jeugdboekenweek 2008. Berebrouckx werd meermaals genomineerd voor de kinder- en jeugdjury. Bijna al haar boeken zijn ook in het buitenland verschenen.
Berebrouckx startte in 2011 een nieuwe reeks Berre & Fleur over de liefde en de vriendschap tussen een beer en een eend. In haar prentenboek Kleintje of het grote geheim dat in hetzelfde jaar verscheen, verwerkte ze subtiel het thema kindermisbruik. 
In 2012 werd in park Hof De Bist in Ekeren een bronzen standbeeld onthuld van Jules met zijn hond. Het beeld is van de Veurnse kunstenares, Monique Mol . 
Annemie Berebrouckx ontving de Ekerse cultuurprijs De drie Akers 2016 in de categorie Blikvanger.
Zomer 2016 verschenen de eerste titels van een nieuwe reeks over Bono & Mira. Deze peuterboekjes voor de allerkleinsten schreef ze op rijm en zijn verrijkt met voelelementen.

## Boeken

### Kartonboekjes van Jules
1. Het nachtlampje van Jules
2. Jules kiest geel en blauw
3. Onverwacht bezoek voor Jules
4. Mama kriebelt Jules
5. Jules op het toilet
6. De mijter van Jules
7. Jules en opa fietsen naar het park
8. De kerstboom van Jules
9. De dikke buik van Jules
10. Jules bij de kapper
11. Een kroon voor Jules
12. Het huis van Jules
13. Dokter Jules
14. De kleertjes van Jules
15. Jules heeft honger!
16. Het zandkasteel van Jules
17. Jules op de boerderij
18. Jules wil muziek
19. Jules gaat op schoolreis
20. Jules helpt buurman
21. Een nieuwe juf voor Jules
22. Jules in het bos
23. Jules, Hanna en Witje
24. Jules en het circus
25. De buren van Jules
26. De knuffels van Jules
27. Jules houdt van mama en papa
28. Jules viert carnaval
29. Jules in de lente
30. Jules op de fiets

### Prentenboeken van Jules
1. De eend van Jules
2. De oma van Jules
3. Jules wacht
4. Jules in de dierentuin
5. Bloemen van Jules
6. Houden van Jules
7. Jules zoekt mama
8. Jules is bang